# Chocolate caliente

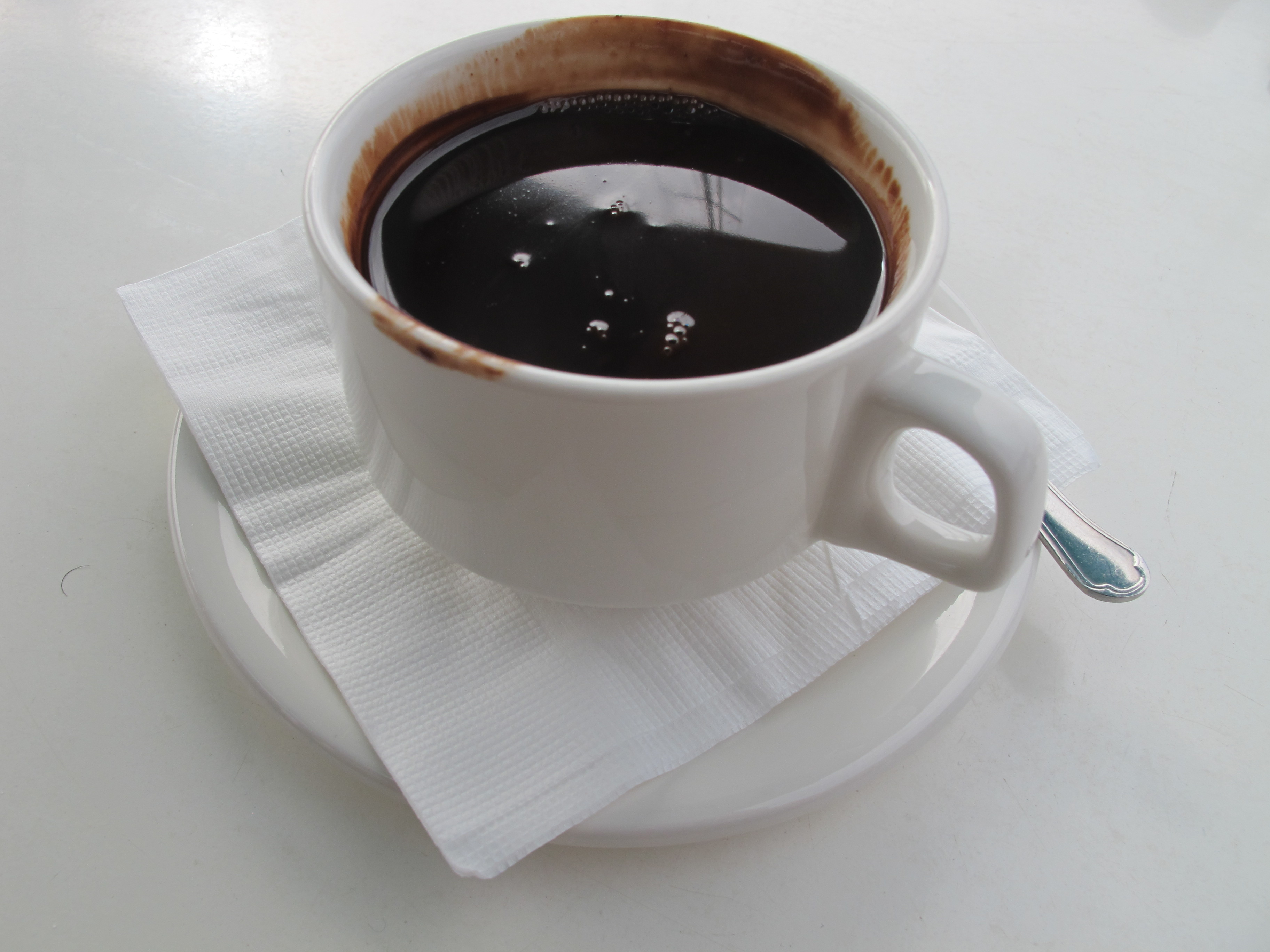
Chocolate caliente

El chocolate caliente o chocolate a la taza es una preparación que se hace a partir de chocolate o cacao en polvo disuelta en agua o leche, a la que se le suele agregar azúcar, harina y especias dulces como canela o clavos de olor.
Se cree que la primera bebida de chocolate fue creada por la civilización maya hace unos 2.500-3.000 años, y una bebida de cacao era parte esencial de la cultura azteca hacia 1400 d. C., por la que se referían como xocōlātl. La bebida se popularizó en Europa tras ser introducida desde México en el Nuevo Mundo y ha sufrido múltiples cambios desde entonces. Hasta el siglo XIX, el chocolate caliente se utilizaba con fines medicinales para tratar dolencias como enfermedades hepáticas y estomacales.
El chocolate caliente se consume en todo el mundo y presenta múltiples variaciones, como el chocolate para mesa especiado de América Latina, la cioccolata calda muy espesa que se sirve en Italia y el chocolate a la taza que se sirve en España, y el cacao caliente más fino que se consume en Estados Unidos. El chocolate caliente preparado puede adquirirse en diversos establecimientos, como cafeterías, restaurantes de comida rápida y casas de té. Las mezclas de chocolate caliente en polvo, que pueden añadirse al agua hirviendo o a la leche caliente para preparar la bebida en casa, se venden en tiendas de comestibles.
En España, al igual que en los países americanos, aún se elabora con el cacao completo, con toda su manteca (pasta de cacao) deshaciendo la tableta de chocolate (pasta de cacao, azúcar y harina) con leche o agua.
Ocasionalmente, suele sustituirse por un preparado a base de chocolate en polvo para bebidas disuelto en leche caliente. En este caso, en países como Venezuela se le llama popularmente Toddy caliente (por vulgarización de marca).

## Historia

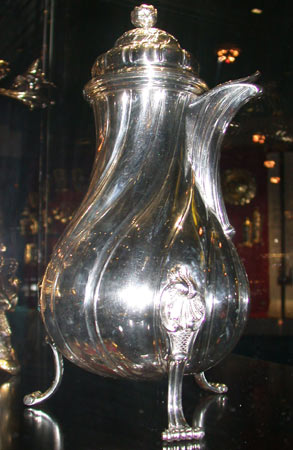
Jarra para chocolate de plata, Francia, 1779. Victoria and Albert Museum, Londres.

Los árboles de cacao (en singular, cacahuaquahitl) crecen de forma natural a la sombra de las selvas tropicales de las cuencas del Amazonas y del Orinoco. Los primeros cultivadores fueron o bien los olmecas, hace tres mil años, que ocupaban un área de selvas tropicales al sur de Veracruz, en el golfo de México, o bien los mayas al norte de Guatemala. Estos, en torno al siglo IV a. C., varios siglos después de la desaparición de los olmecas, se habían establecido en una extensa región al sur del México actual, que se extiende desde la península de Yucatán en América Central a lo largo de región de Chiapas y la costa de Guatemala en el Pacífico. Los mayas llamaban al árbol del cacao cacahuaquchtl. El cacao era para ellos símbolo de vida y fertilidad.
Los arqueólogos han encontrado pruebas de que en la cultura maya el consumo de chocolate se produjo ya en el 500 a. C., y se especula que el chocolate es incluso anterior a estos.  Para hacer la bebida de chocolate, que se servía fría, los mayas molían semillas de cacao hasta obtener una pasta y la mezclaban con agua, harina de maíz, chiles y otros ingredientes. Luego vertían la bebida de una taza a una olla hasta que se formaba una espuma espesa.  El chocolate estaba al alcance de mayas de todas las clases sociales, aunque los ricos lo bebían en "grandes vasijas con pitorro" que solían enterrarse con las élites.
Una tumba maya del período Clásico temprano (460-480 d. C.) del sitio de Río Azul, Guatemala, tenía vasijas con la glifo maya para el cacao en ellas con residuos de una bebida de chocolate.
Como el azúcar aún no había llegado a América, xocōlātl se decía que era un gusto adquirido.  Se decía que lo que los españoles llamaban entonces xocōlātl era una bebida consistente en una base de chocolate aromatizada con vainilla y otras especias que se servía fría. La bebida tenía un sabor picante y amargo a diferencia del chocolate caliente moderno azucarado.  En cuanto a cuándo xocōlātl se sirvió caliente por primera vez, las fuentes discrepan sobre cuándo y por quién. Sin embargo, José de Acosta, un misionero español de la Jesuita que vivió en Perú y luego en México a finales del siglo XVI, describió xocōlātl como:
[...] es un brebaje que hacen, que llaman chocolate, que es cosa loca lo que en aquella tierra le precian, y algunos que no están hechos a él les hace asco, porque tiene una espuma arriba y un borbollón como de heces, que cierto es menester mucho crédito para pasar con ello. Y en fin, es la bebida preciada, y con que convidan a los señores que vienen o pasan por su tierra los indios; y los españoles, y más las españolas hechas a la tierra, se mueren por el negro chocolate. Este sobredicho chocolate dicen que hacen en diversas formas y temples, caliente, y fresco, y templado. Usan echarle especias y mucho chili; también le hacen en pasta, y dicen que es pectoral, y para el estómago y contra el catarro. 
Dentro de Mesoamérica se elaboraban muchas bebidas con granos de cacao, y se mejoraban con flores como la vainilla para añadir sabor.  Ello era un homenaje a los aztecas. Los aztecas, o mexicas, exigían a los pueblos conquistados que les proporcionaran chocolate. Tazas, calabazas, granos de cacao, así como otras cosas que adquirieron se enumeran en The Essential Codex Mendoza. El cacao llegó a utilizarse como moneda en toda Mesoamérica.  Los aztecas utilizaban el chocolate para mostrar un estatus elevado: era un mal presagio que alguien bajo o común bebiera chocolate. El primer contacto registrado de los europeos con el chocolate no se produjo hasta 1502 en el cuarto viaje de Columbus.

### Adaptación europea
Tras derrotar a los guerreros de Moctezuma y exigir a los nobles aztecas que le entregaran sus objetos de valor, Cortés regresó a España en 1528, llevando consigo granos de cacao y equipos para fabricar bebidas de chocolate. En esta época, el chocolate sólo existía en forma de bebida amarga inventada por los mayas. El chocolate caliente dulce y el chocolate en barra aún no se habían inventado. Tras su introducción en Europa, la bebida fue ganando popularidad poco a poco. La Corte Imperial de Emperador Carlos V pronto adoptó la bebida, y lo que entonces sólo se conocía como "chocolate" se convirtió en una modaable bebida popular entre la clase alta española. Además, el cacao se entregaba como dote cuando los miembros de la familia real española se casaban con otros aristócratas europeos.  En aquella época, el chocolate era muy caro en Europa porque los granos de cacao sólo crecían en Sudamérica.
Entonces se inventó el chocolate caliente de sabor dulce, lo que llevó a que en el siglo XVII el chocolate caliente se convirtiera en un artículo de lujo entre la nobleza europea. Incluso cuando la primera Casa de Chocolate (un establecimiento similar a una cafetería moderna)  inaugurado en 1657, el chocolate seguía siendo muy caro, costando entre 50 y 75 peniques (aproximadamente 10-15 chelines) la libra (unas 45-65 libras en 2016). En aquella época, el chocolate caliente se mezclaba a menudo con especias para darle sabor; una receta notable era el chocolate caliente "infusionado con flores frescas de jazmín, ámbar, almizcle, vainilla y ámbar gris. "  A finales del siglo XVII, Sir Hans Sloane, presidente del Real Colegio de Médicos, visitó Jamaica, donde conoció el cacao. Le pareció "nauseabundo", pero mezclándolo con leche lo hizo más apetecible. Cuando Sloane regresó a Inglaterra, llevó consigo la receta, introduciendo el chocolate con leche en Inglaterra. El carácter aristocrático de la bebida hizo que en 1797 se hablara del chocolate como "la bebida de los dioses".
Los españoles empezaron a utilizar jicaras de porcelana en lugar de las calabazas huecas que usaban los nativos. Luego juguetearon aún más con las recetas utilizando especias como canela, pimienta negra, anís y sésamo. Muchas de estas cosas se utilizaron para tratar de recrear el sabor de las flores nativas que no podían adquirir fácilmente. La pimienta negra se utilizó para sustituir a los chiles y mecaxochitl', la canela se utilizó en lugar de orejuelas, el azúcar sustituyó a la miel.
En 1828, Coenraad Johannes van Houten desarrolló la primera máquina productora de cacao en polvo en los Países Bajos. La prensa separaba la manteca de cacao grasienta de las semillas de cacao, dejando un polvo de chocolate más puro. Este polvo era más fácil de mezclar con leche y agua. Como resultado, se hizo otro descubrimiento muy importante: el chocolate sólido. Utilizando cacao en polvo y pequeñas cantidades de manteca de cacao, fue posible fabricar tabletas de chocolate. El término  chocolate pasó entonces a significar chocolate sólido en lugar de chocolate caliente, creándose la primera tableta de chocolate en 1847.
Según la tradición, la versión italiana cioccolata calda nació en Turín hacia 1560. Para celebrar que la capital del Ducado de Saboya se trasladaba de Chambéry a Turín, Manuel Filiberto, duque de Saboya pidió una nueva bebida, y así se creó esta versión más espesa y cremosa. 

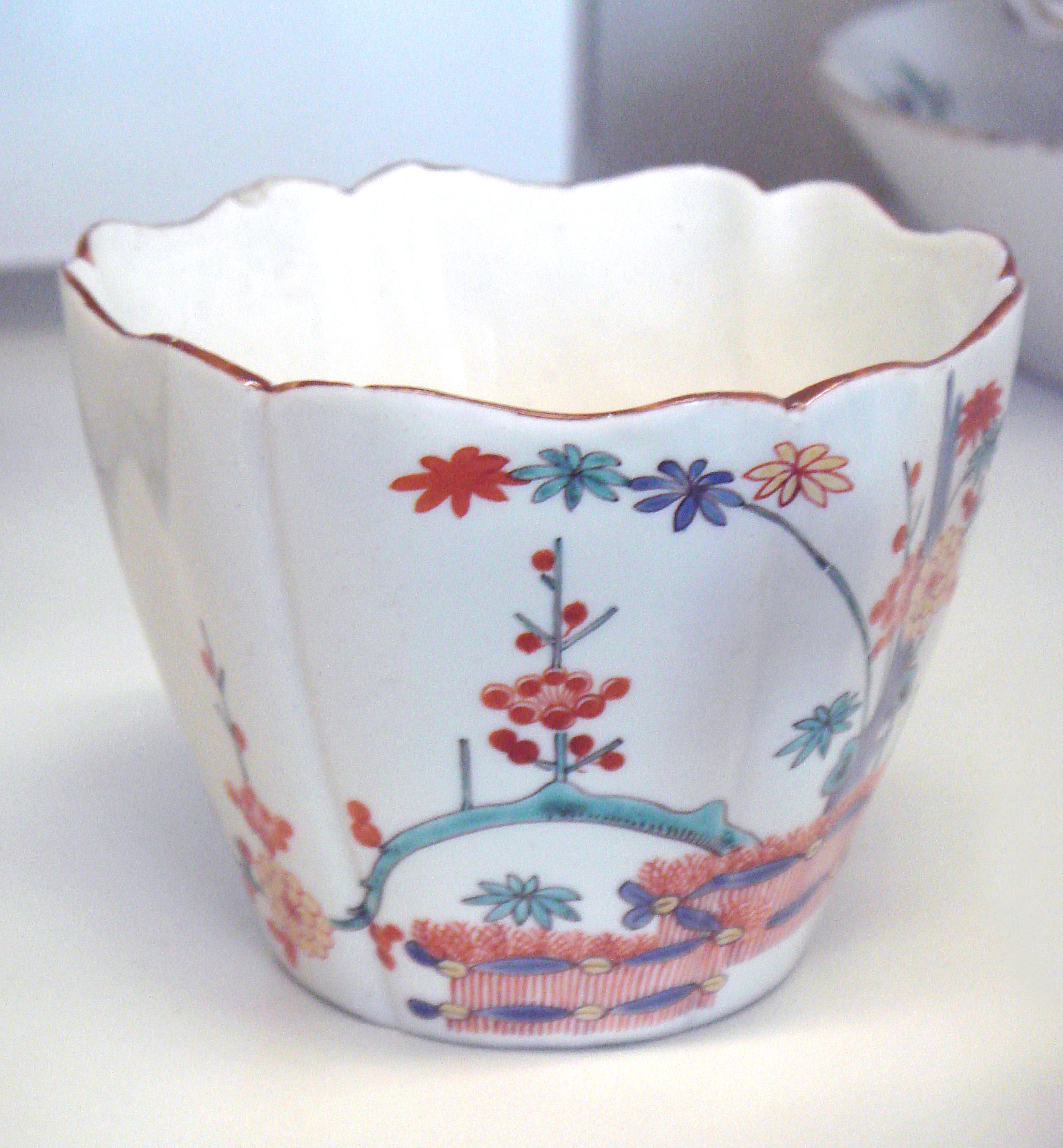
Taza de chocolate, porcelana de Chantilly, siglo XVIII
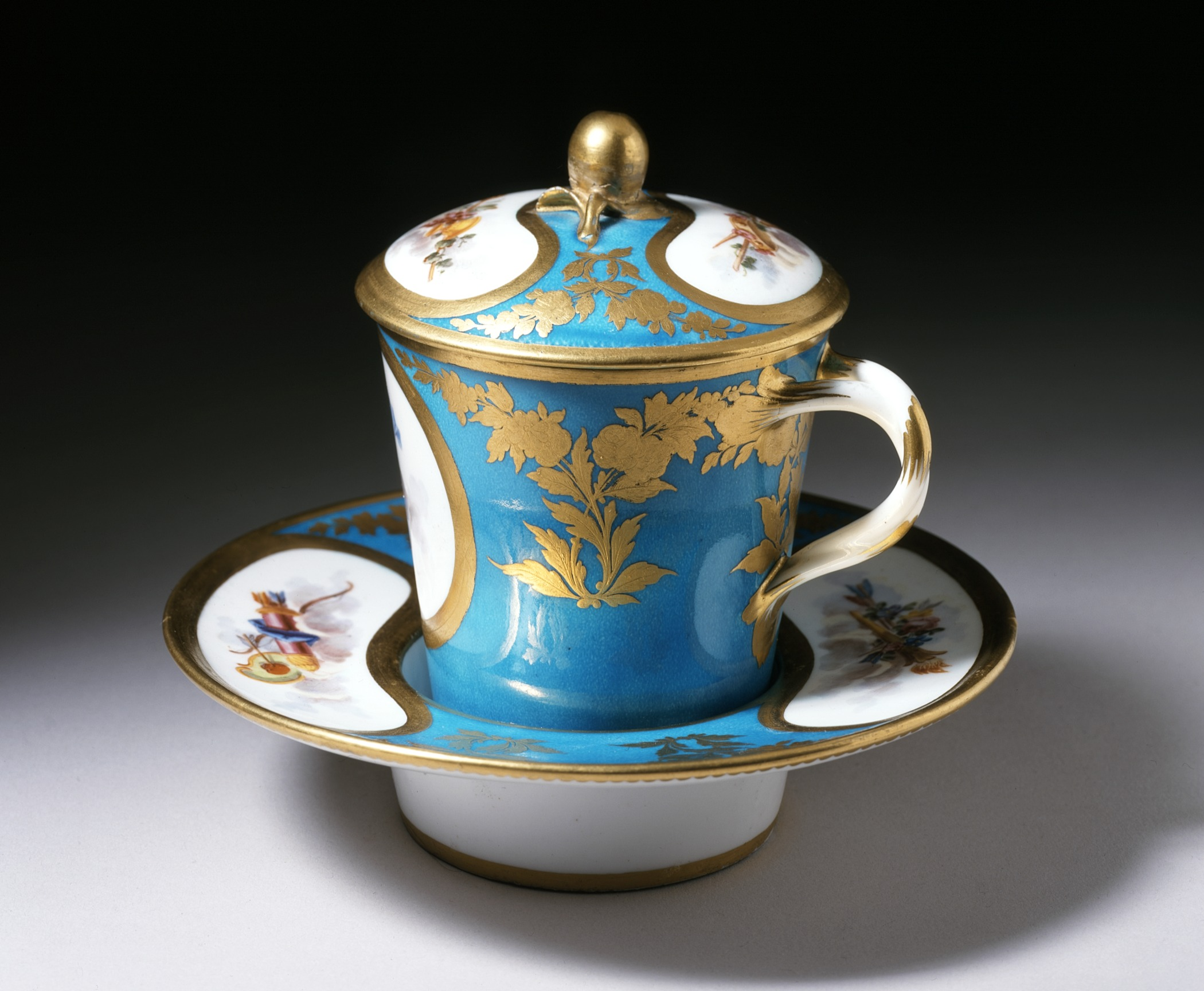
Trembleuse o Gobelet et soucoupe enfoncé de Sèvres c. 1776 diseñada para beber chocolate caliente
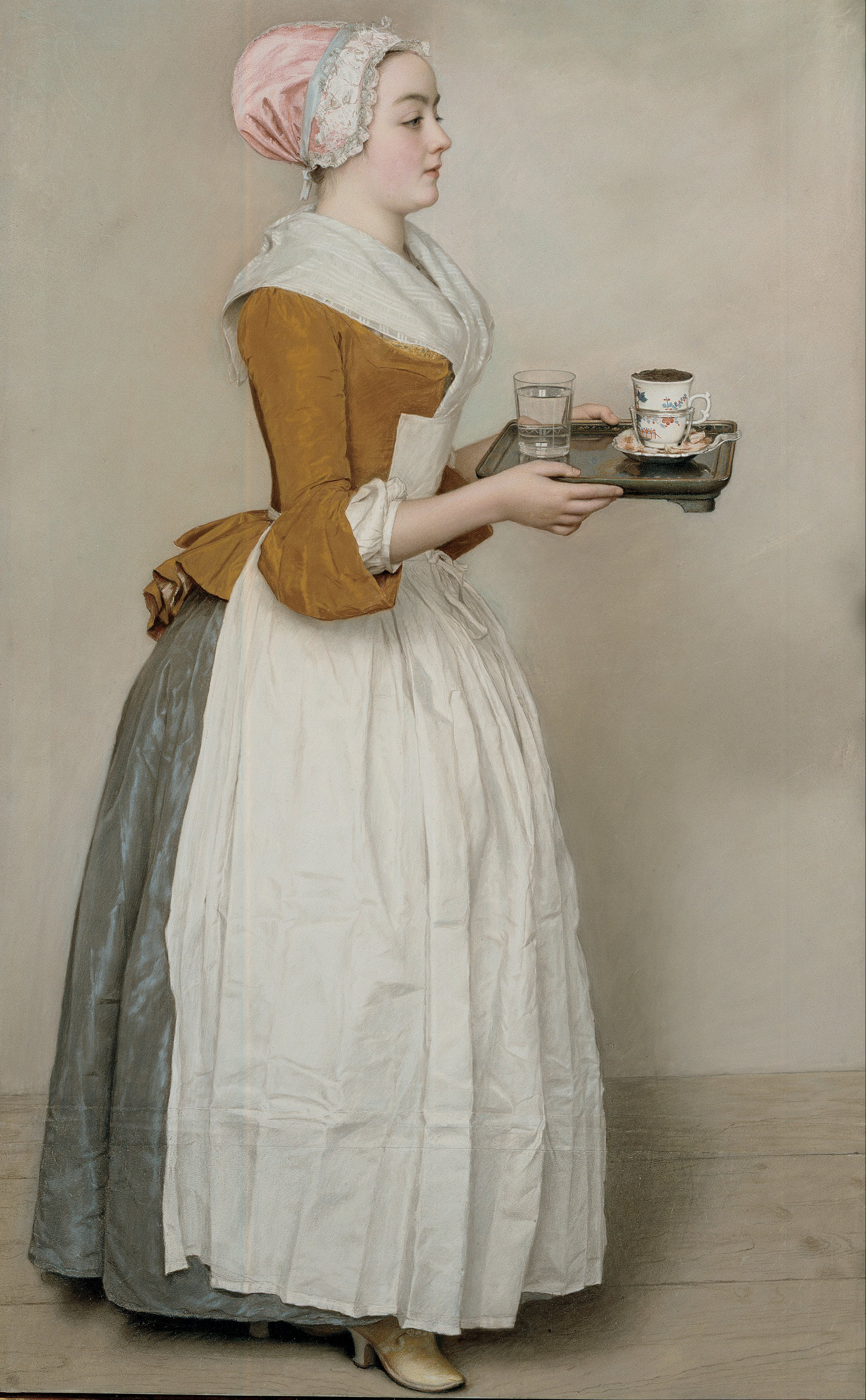
La chocolatera. Jean-Étienne Liotard, hacia 1744
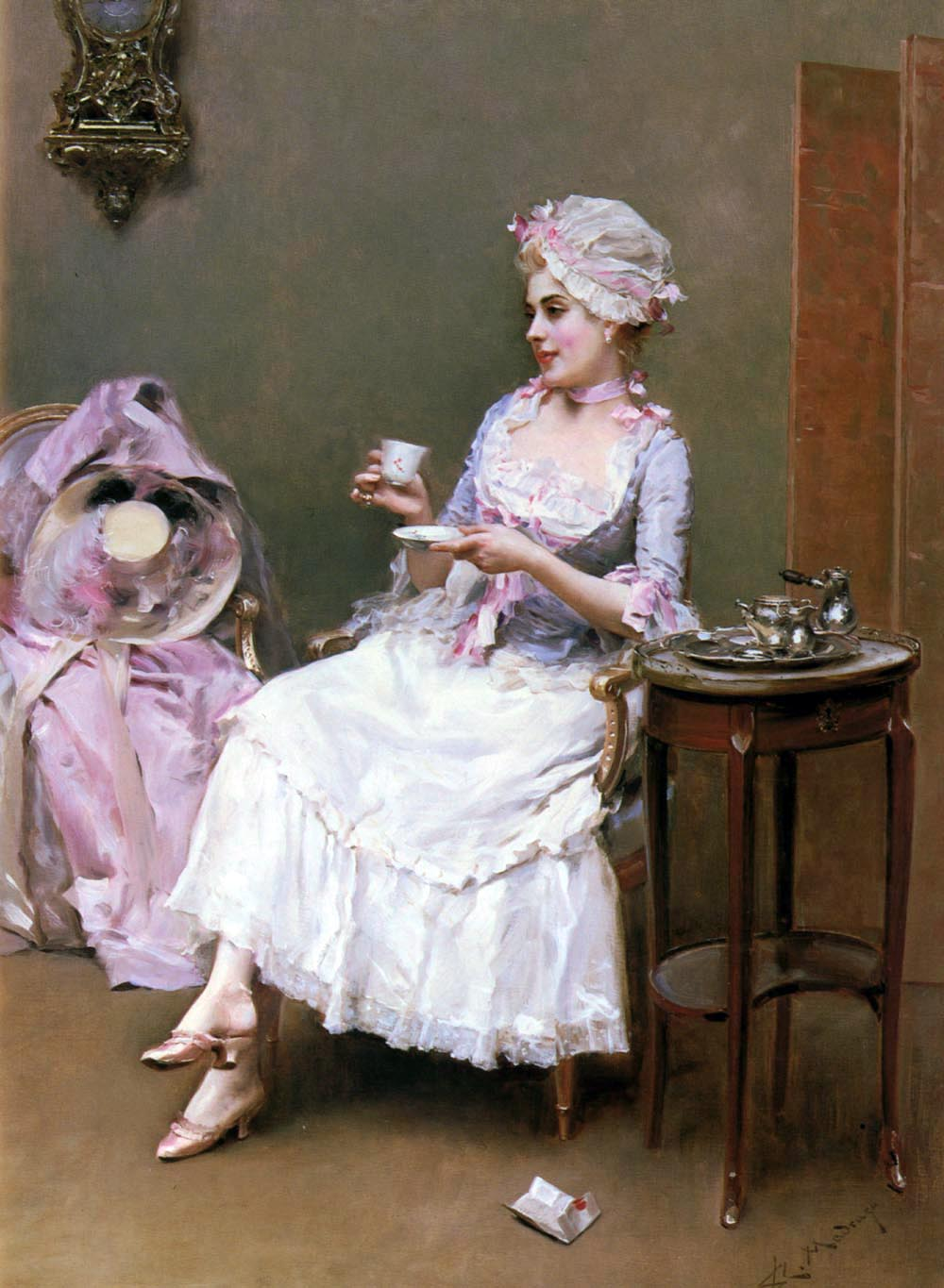
Una mujer (Aline Masson) bebiendo una taza de chocolate, en un lienzo de Raimundo Madrazo
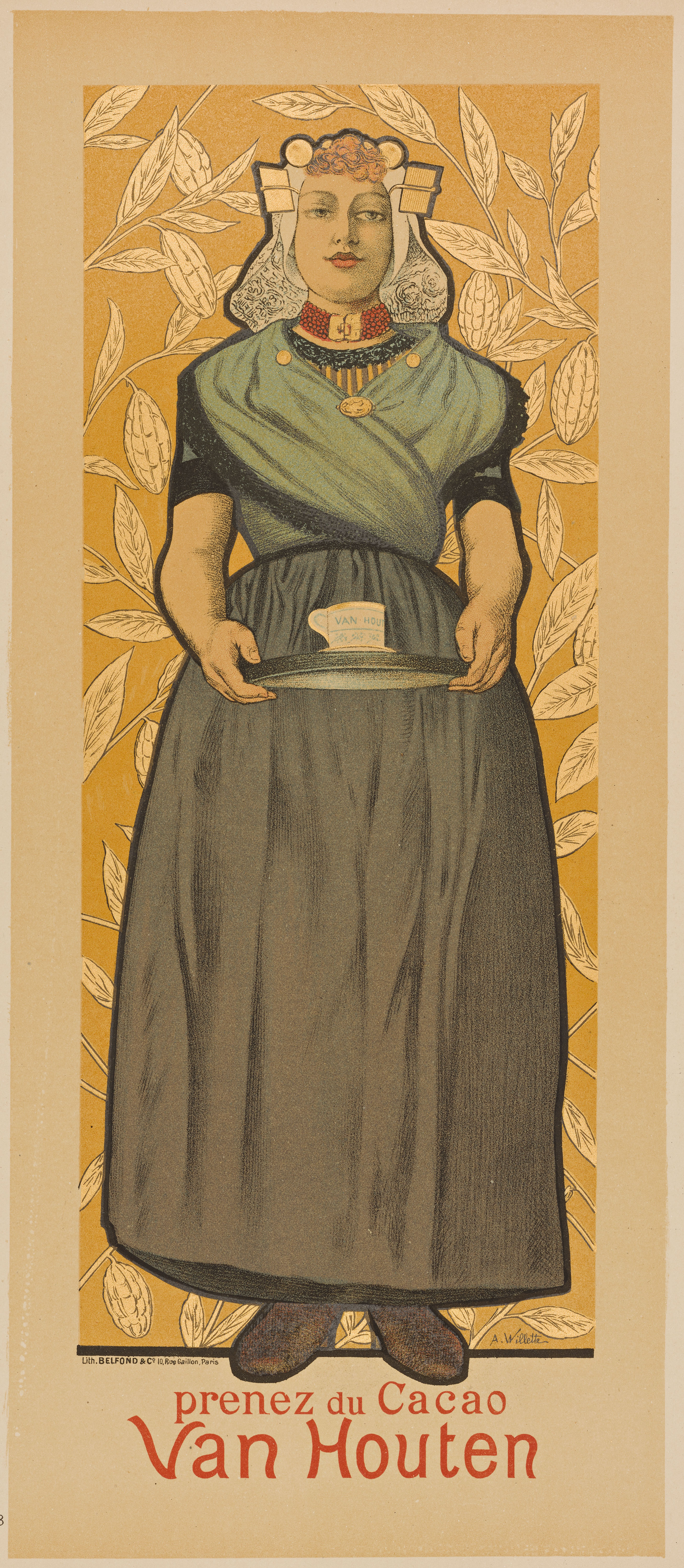
Cacao Van Houten. Cartel de Adolphe Willette, 1893

## Leyenda
Cuenta la leyenda que el dios Quetzalcóatl (representado por los mortales como la serpiente emplumada) bajó de los cielos para transmitir sabiduría a los hombres y les trajo un regalo: la planta del cacao. Al parecer, los otros dioses no le perdonaron que diera a conocer un alimento divino y se vengaron desterrándolo: fue expulsado de sus tierras por el dios Tezcatlipoca. Otra versión cuenta que Quetzalcóatl era un dios bondadoso que estaba enfrentado a Tezcatlipoca, el dios cruel; este pudo más que él y lo condenó al destierro. Sea como sea la historia, lo cierto es que antes de marcharse prometió volver por donde sale el sol en el año ce-acatl, según el calendario azteca, lo que luego se asoció con la llegada de Hernán Cortés.

### Ritos
Más allá de leyendas, el cacao tenía una función esencial en los ritos religiosos: ya los mayas creían que la bebida que se conseguía tostando y machacando los frutos les alimentaría después de la muerte. Se celebraban rituales religiosos en diferentes fases del cultivo del cacao. Se celebraba una fiesta de la siembra en honor de sus dioses donde sacrificaban a un perro al que habían pintado una mancha de color cacao sobre la piel. Otra práctica habitual obligaba a los plantadores a mantenerse célibes durante trece noches. Al llegar a la decimocuarta, podían yacer con sus esposas y luego proceder a la siembra del cacao. Otra ceremonia consistía en colocar las semillas en unos pequeños cuencos antes de efectuar unos rituales secretos en presencia de un ídolo. Luego se extraía sangre de diferentes partes del cuerpo de una víctima humana para ungir al ídolo. Otra práctica era regar la tierra que tenía que ser sembrada con la sangre del sacrificio de unas aves; etc.
En cuanto a los aztecas, sabían que una taza de xocolatl eliminaba el cansancio y estimulaba las capacidades psíquicas y mentales. Para los aztecas el xocolatl era una fuente de sabiduría espiritual, energía corporal y potencia sexual. Era muy apreciado como producto afrodisíaco y era una de las bebidas favoritas en las ceremonias nupciales. Era una bebida reservada a la elite y se denominaba también oro líquido, pues los granos de cacao se usaban como moneda. Así, con cuatro granos se podía comprar un conejo; con 10, la compañía de una dama, y con 100, un esclavo. Los aztecas se adornaban la cara con chocolate en sus ceremonias religiosas.
Al ver que los granos de cacao se usaban como moneda y que los aztecas atribuían a la bebida de cacao virtudes reconstituyentes y afrodisíacas, Hernán Cortés decidió explotarlo comercialmente. Creó plantaciones en México, Trinidad y Haití, e incluso en una isla de África occidental. Desde esa isla, el cultivo del cacao se extendió a Ghana en 1879.

## Usos gastronómicos
El chocolate caliente se consume en varias gastronomías de América Latina y Europa, principalmente en el desayuno. 

### Chile
Es común su uso para acompañar los calzones rotos en época invernal.

### Colombia
Es uno de los íconos gastronómicos de Colombia, tradicionalmente arraigado desde la época colonial. Se consume a diario, principalmente en el desayuno, y por la tarde, acompañado de pan, arepas, empanadas y queso, entre otros. También es típico de la época de Navidad y año nuevo, acompañado de la natilla, el tamal y los buñuelos, entre otros. Existen muchas marcas que comercializan el chocolate con azúcar en tabletas o en polvo, con o sin especias, listo para preparar con leche o agua. En todo el país existen máquinas dispensadoras de chocolate, ubicadas en sitios de acceso al público como oficinas, clínicas, entre otros.

### España
Durante el siglo XIX era el desayuno obligado y actualmente es muy popular el chocolate con churros tomado en la época invernal, y también servido para acompañar al roscón de Reyes. Al chocolate en España se le añade harina (almidón de arroz o maíz) para que sea más espeso.

### Francia y Suiza
Es muy popular la taza de cacao acompañada de dulces. 

### Perú

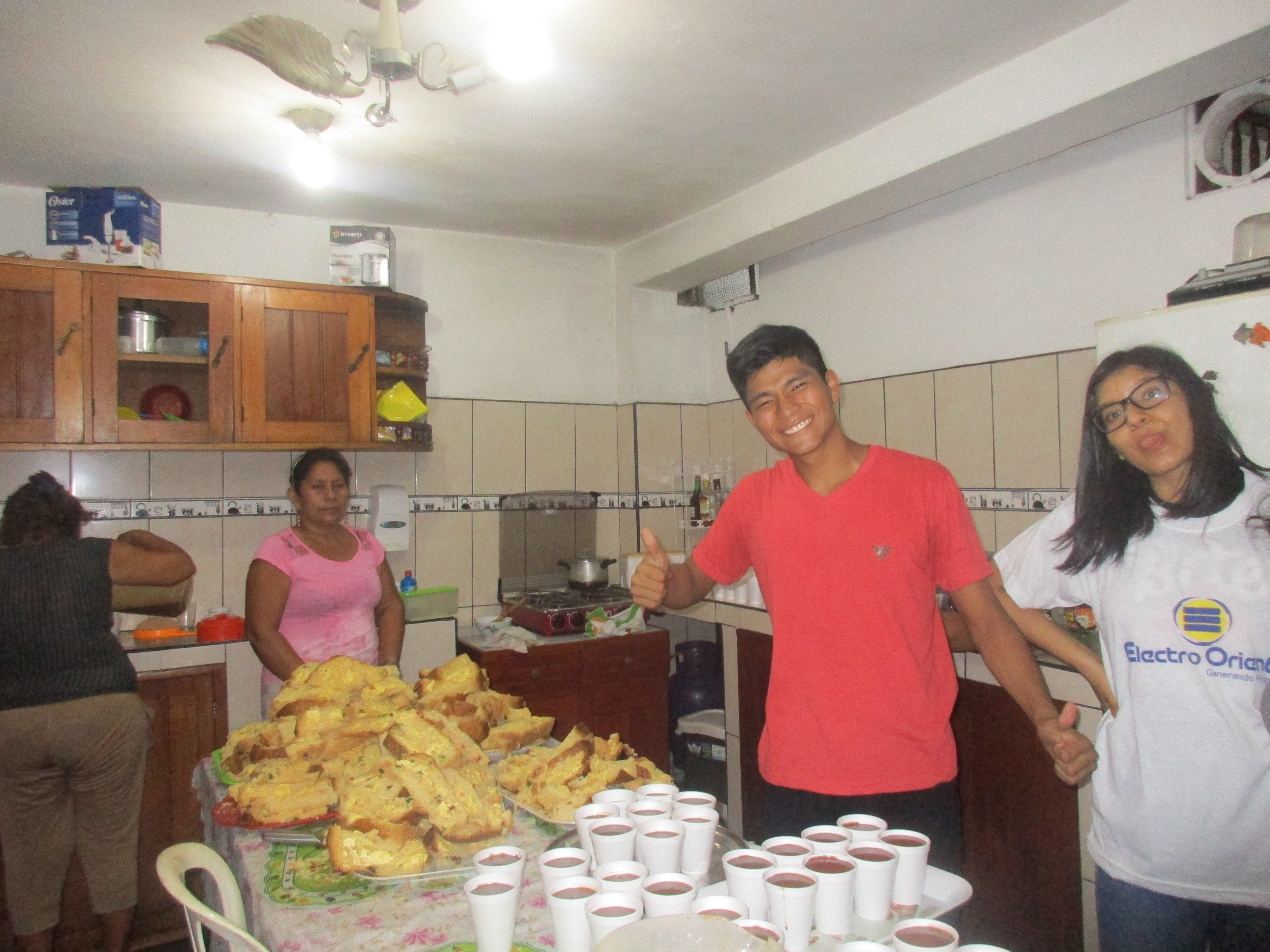
Chocolate caliente junto a trozos de panetones en una cocina listo para ser repartido durante una chocolatada navideña en Iquitos (Perú)

El chocolate caliente forma parte de una arraigada tradición. Se sirve junto con el panetón en el desayuno del día de Navidad a pesar de que para esa fecha ya ha empezado el verano en el hemisferio sur. Esta tradición se cree comenzó en Cuzco por lo que se suelen vender marcas de tabletas de chocolate de esa región productora de cacao. 

### Venezuela
Es típico en las poblaciones montañosas de clima frío como los estados andinos, Los Teques, la Colonia Tovar, entre otros.

## Chocolateras artísticas

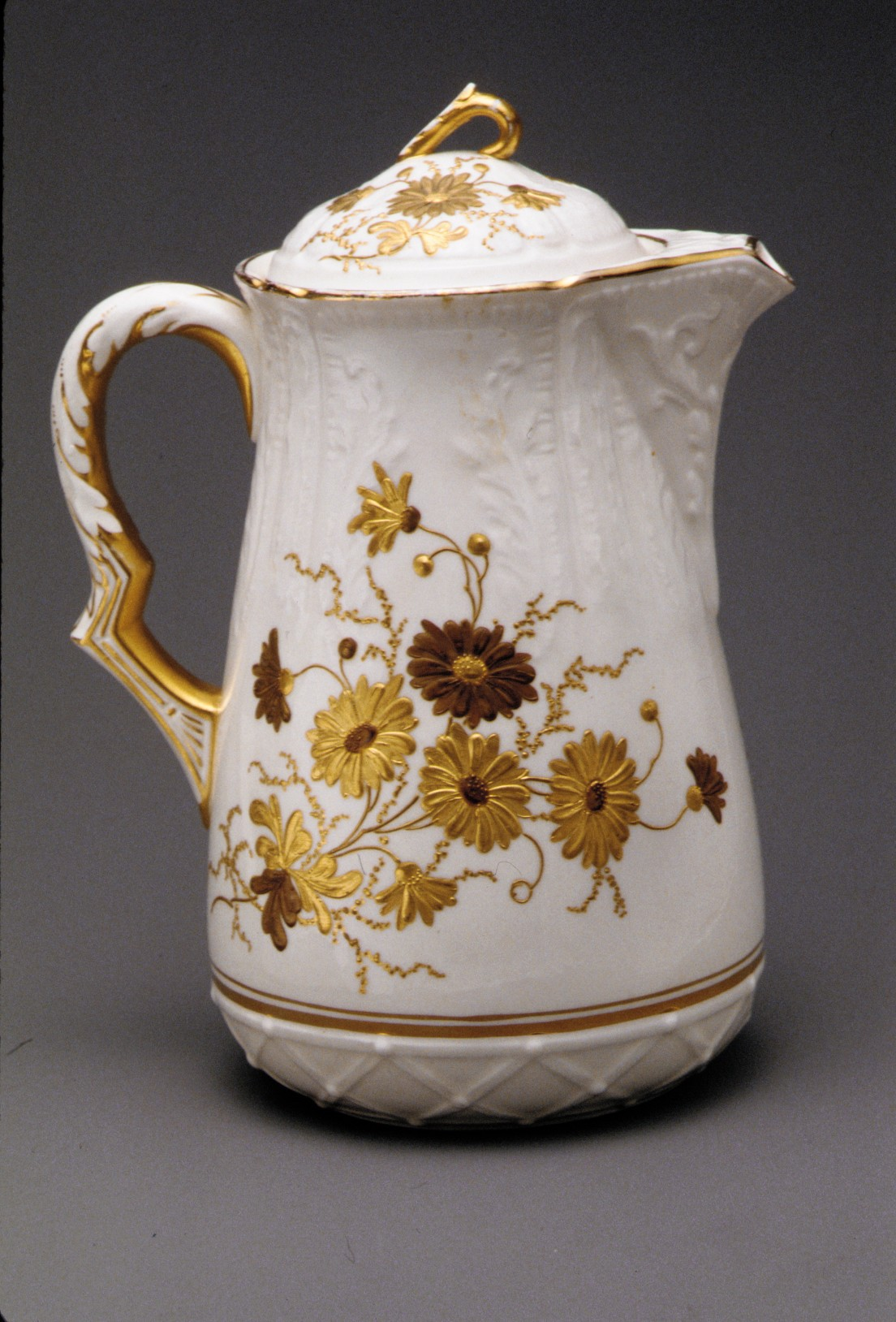
Jarra para servir chocolate caliente de porcelana con decoración floral (circa de 1900), Museo Metropolitano de Arte, Nueva York.
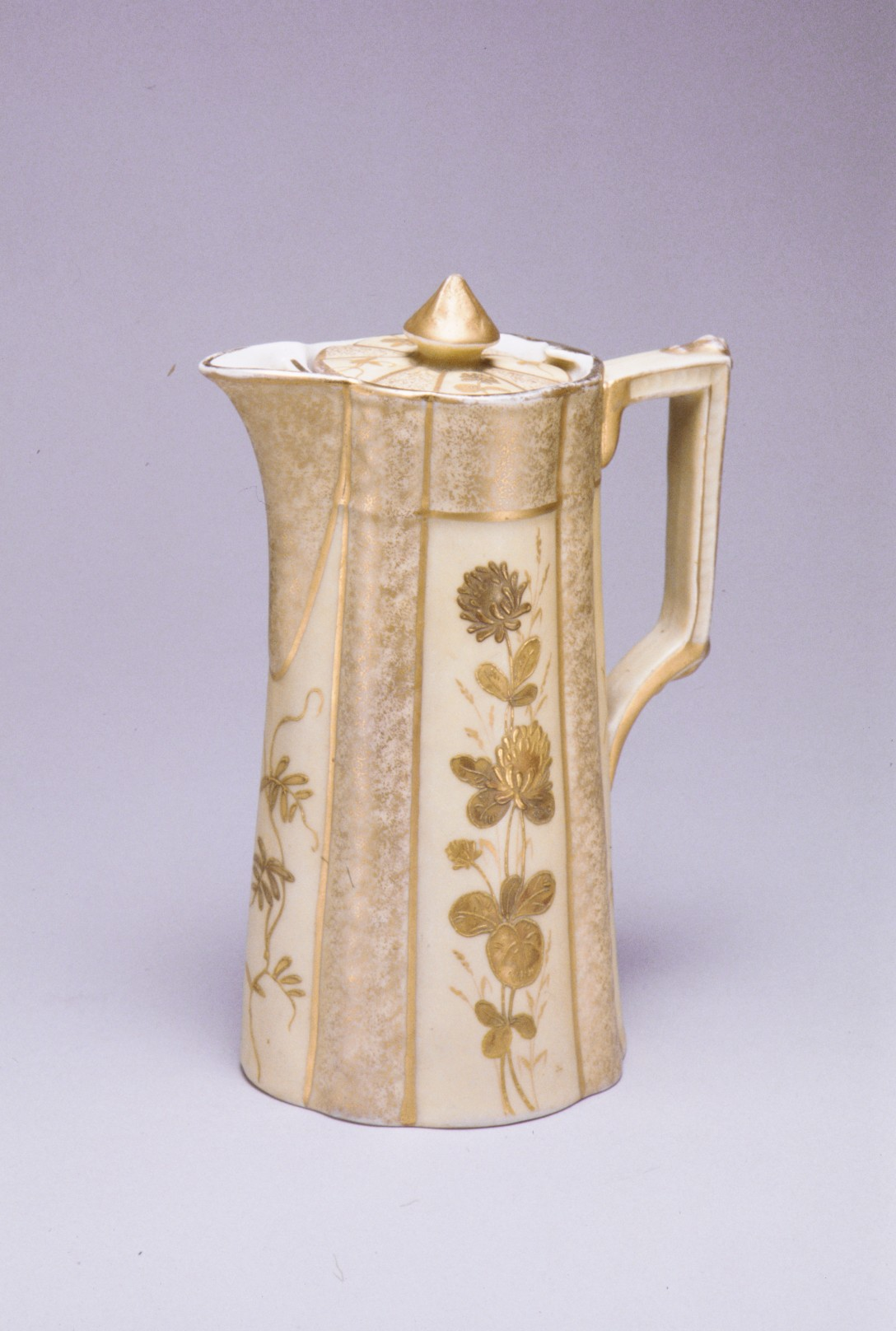
Jarra para servir chocolate caliente de porcelana (circa de 1890), Museo Metropolitano de Arte, Nueva York.
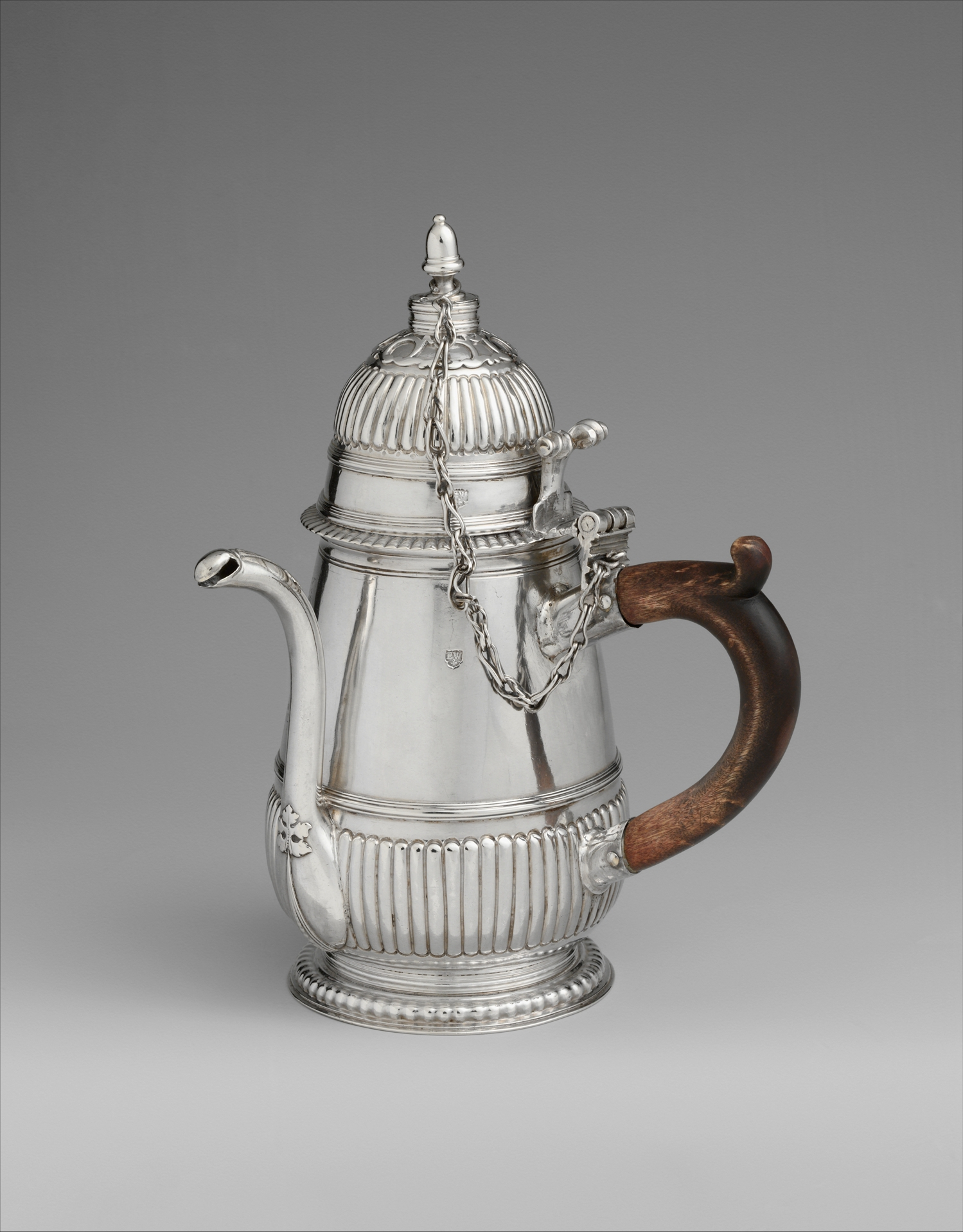
Jarra para servir chocolate caliente (circa de 1700), Museo Metropolitano de Arte, Nueva York.
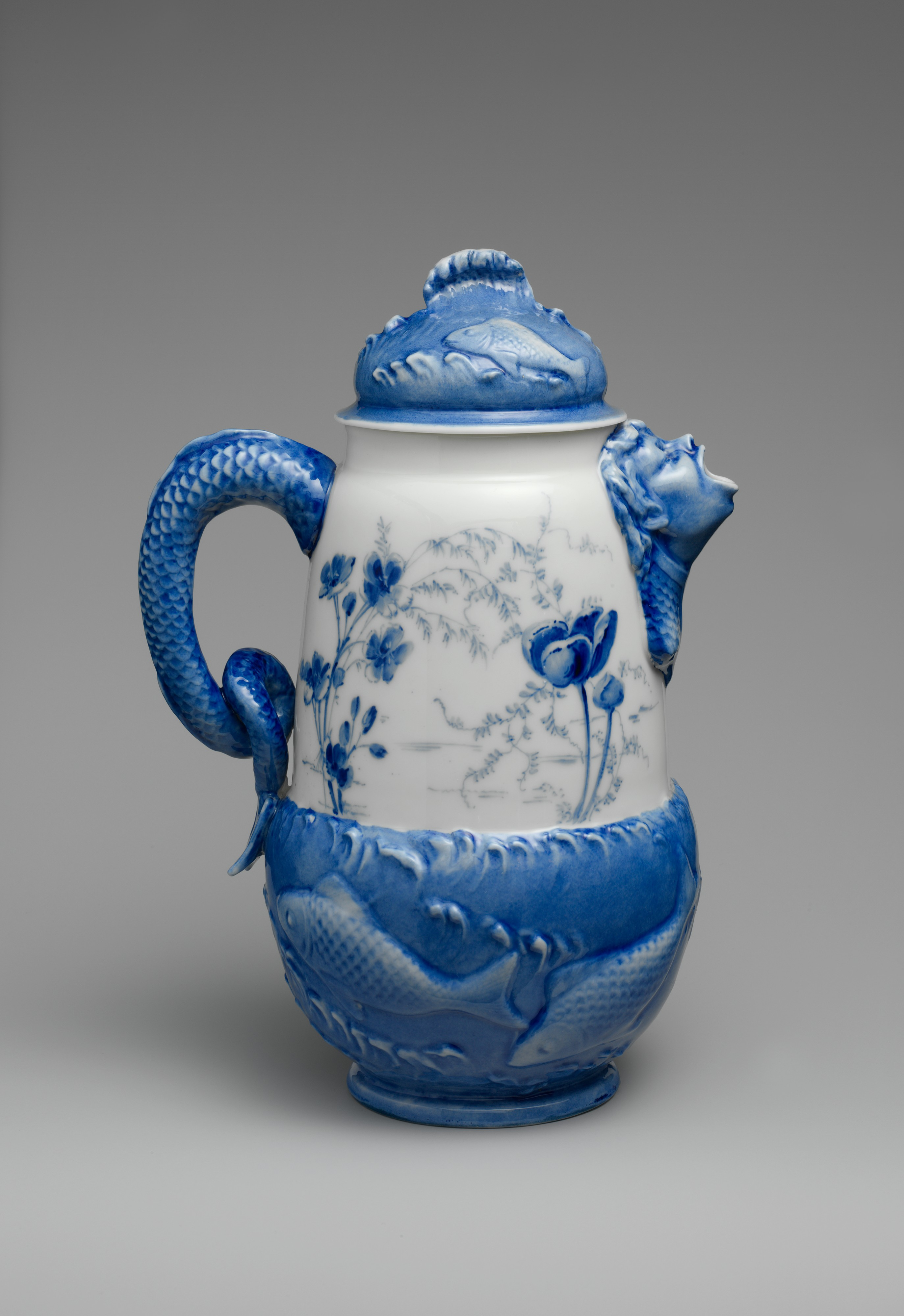
Jarra para servir chocolate caliente de porcelana azul y blanca (1890-1896), Museo Metropolitano de Arte, Nueva York.
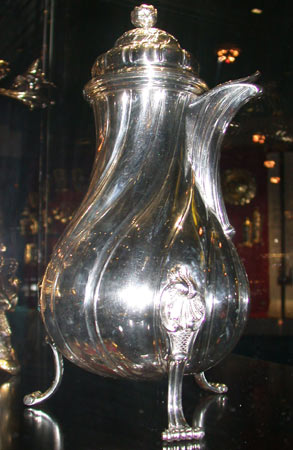
Jarra para servir chocolate caliente de plata (Lille, 1779), Museo de Victoria y Alberto, Londres.